# Frank O'Bannon
Frank Lewis O'Bannon, född 30 januari 1930 i Louisville i Kentucky, död 13 september 2003 i Chicago i Illinois, var en amerikansk demokratisk politiker. Han var Indianas viceguvernör 1989–1997 och guvernör från 1997 fram till sin död.
O'Bannon avlade 1952 kandidatexamen vid Indiana University och tjänstgjorde sedan i USA:s flygvapen. Därefter återvände han till Indiana University för att studera juridik. Efter juristexamen 1957 gifte han sig med Judy Asmus. O'Bannon tillträdde 1989 som viceguvernör och efterträddes 1997 av Joe Kernan. Därefter tillträdde han som Indianas guvernör. O'Bannon avled 2003 i ämbetet och efterträddes av viceguvernören Kernan. O'Bannon står staty utanför domstolshuset i Corydon.